# Klara Hunsche
Klara Julie Emma (Kläre) Hunsche (* 5. Februar 1900 in Nova Petrópolis, Rio Grande do Sul, Brasilien; † 23. November 1979 in Berlin) war eine deutsche Lehrerin, evangelische Theologin, Pastorin und Autorin. Sie spielte eine wichtige Rolle in der Bekennenden Kirche in Deutschland. Ferner kämpfte sie für die Gleichstellung von Frauen und Männern im Pfarramt.

## Leben
Klara Hunsche wuchs im elterlichen evangelischen Pfarrhaus in Nova Petropolis am Rande des Urwalds auf. Sie hatte vier Geschwister: Emmi, Theodor, Margarethe und Elisabeth. Beide Eltern, Pfarrer Theodor Johannes Hunsche und Clara Hunsche, entstammten evangelischen deutschen Pastorenfamilien. Klaras Großvater Pfarrer Heinrich Wilhelm Hunsche war 1867 von Lienen in Westfalen als Pionier des Evangeliums zur Betreuung der evangelischen Christen nach Südbrasilien ausgewandert. 1912 siedelte Klara dann mit ihren Eltern nach Deutschland um, zunächst nach Falkenthal, ab 1918 nach Gutengermendorf. Mit 13 Jahren besuchte zum ersten Mal eine öffentliche Schule; zuvor wurde sie von ihrem Vater unterrichtet. Da Klaras Vater auch der Bekennenden Kirche angehörte, sah er sich gezwungen, 1938 in den Ruhestand zu gehen.
Nach dem Abitur 1919 am Oberlyzeum in Hermannswerder, welches sie mit Auszeichnung bestand, legte sie dort auch 1920 das Examen für wissenschaftliche Lehrerinnen an Lyzeen, Mittelschulen und Volksschulen ab und arbeitete dann an verschiedenen Privatschulen. 1926 absolvierte sie eine Zusatzfortbildung, die sie befähigte, an den Mädchenfortbildungsschulen in Gutengermendorf und Buberow zu unterrichten. Aufgrund der hohen Lehrerarbeitslosigkeit und ihrer christlichen Einstellung (es war ein sozialdemokratisches Umfeld) wurde sie 1928 nicht in den staatlichen Schuldienst aufgenommen. Daraufhin erfüllte sie sich ihnen Herzenswunsch und studierte ab 1928 Evangelische Theologie in Berlin. Besonders zog sie die Theologie Karl Barths an, ferner hörte sie Christologie-Vorlesungen bei Dietrich Bonhoeffer. Klara Hunsche bekam zu ihrer Freude gleichzeitig im November 1928 doch noch eine Lehrerstelle im öffentlichen Schuldienst und unterrichtete an verschiedenen Orten, was ihre finanzielle Unabhängigkeit sicherte; parallel dazu studierte sie weiterhin Theologie. Diese Doppelbelastung hat sie gut gemeistert.
1934 wurde sie Mitglied der neu gegründeten Bekennenden Kirche in Berlin, genauso wie ihr Bruder Theodor Hunsche. In der Liste von 550 Mitgliedern und Sympathisanten der bekennenden Kirche wird sie genannt. Diese entstand durch die im Rahmen des Kirchenkampfes erfolgte Trennung der Deutschen Evangelischen Kirche (DEK) in die vom NS-Staat unterstützten Deutschen Christen und die Bekennende Kirche. Im März 1935 bestand Klara Hunsche das 1. theologische Examen beim Bruderrat der Bekennenden Kirche unter Leitung des Theologen Martin Albertz. Anschließend arbeitete als Vikarin beim Bruderrat. Daneben war sie zeitweise Lehrerin an öffentlichen Schulen. Im April 1937 bestand sie das 2. theologische Examen vor der Prüfungskommission der Bekennenden Kirche. Sie wurde danach im Beisein von Pastor Martin Niemöller, der kurz darauf verhaftet wurde, eingesegnet und als Vikarin ordiniert. Pastorin durch Ordination durften Frauen damals jedoch noch nicht werden. Auch Klara Hunsche wurde im Juni sowie im August 1937 für einige Tage verhaftet. Sie verließ im November 1937 den Schuldienst und arbeitete nun im Schulamt des Bruderrates der Bekennenden Kirche, welches 1941 von der NSDAP verboten wurde. Dort verfasste sie dennoch bis 1943 unter anderem Hilfsbücher für den Religionsunterricht.
Parallel zu dieser Arbeit übernahm sie ab 1938 in der Familienschule Oranienburger Straße der Bekennenden Kirche den Religionsunterricht für getaufte nichtarische Kinder christlichen Glaubens, die sonst auf jüdische Schulen hätten gehen müssen; jüdische Kinder durften ab 1938 keine öffentlichen Schulen mehr besuchen. Durch ihre Mitinitiative fand diese Schule 1939 Platz im Büro Pfarrer Grüber in Berlin-Lichterfelde, wo evangelische und katholische Religionslehrer zusammenarbeiteten; dort waren zeitweise über 100 evangelische und katholische Schüler. Das Büro wurde 1940 geschlossen. Die Schule selbst wurde 1943 geschlossen. An dieser arbeitete sie auch mit der evangelischen Lehrerin Hildegard Kuttner (1901–1980) zusammen, die später einen Bericht über diese Schule verfasst hat.
1941 erfolgte parallel dazu eine Dienstverpflichtung für „nutzbringende Arbeit“ als Sachbearbeiterin im Heereswaffenamt (Oberkommando des Heeres) in Berlin. Nach dessen Zerstörung (1943 oder 1944) wurde sie in die Außenstelle des Heereswaffenamtes in Wittenberg und 1945 nach Mühlhausen versetzt. Daneben führte sie stetig ihre Arbeit für die Bekennende Kirche fort.
Obwohl sie nicht ordiniert war, übernahm sie mit Erlaubnis des Brandenburger Bruderrates ab Mitte April 1945 noch während der örtlichen Kriegshandlungen die Pfarrstelle ihres Bruders Theodor Hunsche in Großmutz und war auch für Meseberg und Hoppenrade zuständig. Innerhalb kurzer Zeit entwickelte sich neues Gemeindeleben. Theodor Hunsche befand sich in russischer Kriegsgefangenschaft bei Riga; im Krieg war er Sanitäter bei der Kurlandarmee. Am 1. November 1946 ging sie auf Drängen der Berliner Kollegen aus eigenem Entschluss zurück nach Berlin zur Kirchlichen Erziehungskammer in Westberlin und war dort auch noch acht Jahre über ihre Pensionierung 1960 hinaus tätig. Die Pfarrstelle übernahm 1948 wieder Theodor Hunsche nach seiner Rückkehr aus der Gefangenschaft. Zwischenzeitlich wurde die Stelle von der Vikarin Habermann und danach von Pfarrer Kollatz besetzt. In diesem Punkt sind die Angaben in den ausführlichen Arbeiten von Kerstin Söderblom (s. u.) zu korrigieren.
Nach dem Tod ihrer Eltern fuhr sie in den 1970er Jahren noch dreimal in ihre brasilianische Heimat, um ihre Verwandtschaft zu besuchen.
Da sie als Frau lange Zeit nicht ordiniert werden konnte, erfolgte die Einsegnung zur Pastorin nach langem Kampf erst nachträglich im Jahr 1962, als sie sich bereits im Ruhestand befand. Bis zu ihrem Tode am 23. November 1979 in Berlin war sie weiterhin der Kirche eng verbunden und leitete einen Bibelkreis. Sie wurde auf dem evangelischen Friedhof in Lengerich-Hohne (Westfalen) an der Seite ihrer Eltern beerdigt.
Klara Hunsche war stark beeinflusst von Martin Niemöller, Dietrich Bonhoeffer und Karl Barth. Nach dem Kriege pflegte sie freundschaftliche Kontakte zu Martin Albertz, Kurt Scharf und Helmut Gollwitzer. Sie alle waren ebenfalls Mitglieder der Bekennenden Kirche.

## Leistungen
Klara Hunsches Motto war: Sich einmischen. Für sie galt nach Karl Barth: Das Wort Gottes ist Maßstab aller Dinge, nicht der Mensch, nicht der Staat, welches auch Basis der Bekennenden Kirche war. Sie widersetzte sich der Gleichschaltungspolitik und dem Totalitätsanspruch der NSDAP. Für viele Menschen war sie darin ein Vorbild und dabei intelligent and energetic, with a never-ending kindness. Weitere Grundsätze der Bekennenden Kirche waren: Allein durch die Taufe werden wir Christen und: Jeder Lehrer an einer christlichen Schule hat ein kirchliches Amt.
In der Literatur wird Klara Hunsche auch als Grenzgängerin bezeichnet: Sie war eine leidenschaftliche Theologin und Lehrerin, also in zwei Berufen tätig. Klara Hunsche kämpfte schon früh für dir Frauenrechte, insbesondere für die Gleichstellung der Vikarinnen mit den Pfarrern. Ein weiteres Anliegen war es, die Entchristlichung des deutschen Volkes und seiner Jugend durch die Nationalsozialisten zu verhindern; hier spiegelt sich der Konflikt zwischen staatlichem und kirchlichem Auftrag wider. Bildung war ihr besonders wichtig; sie prägte die Unterrichtsgestaltung der Bekennenden Kirche und hat damit religionspädagogische Impulse gesetzt. Zu diesem Zweck verfasste sie zahlreiche Broschüren und Handreichungen. Schließlich war sie auch räumlich eine Grenzgängerin: Brasilien – Deutschland.
In einer Fernsehsendung des NDR3 am 23. Oktober 1979 mit dem Titel Zwei Frauen gegen das Naziregime wurde ihre Lebensleistung gewürdigt. Das war einen Monat vor ihrem Tode. Die Sendung enthält auch ein Gespräch mit ihr, welches als Aufnahme des Fernsehtons erhalten ist.
Ein ausführliches Lebensbild von Klara, insbesondere auch hinsichtlich ihres Glaubens und ihrer Aktivität in der Bekennenden Kirche, enthält das Tagebuch ihres Vaters. Eine aktuelle Masterarbeit aus dem Jahr 2022 enthält eine umfassende Darstellung ihres Lebens, ihres Umfeldes, ihrer persönlichen Entwicklung und ihrer Schriften.

## Veröffentlichungen, Auszug
- Klara Hunsche, Ilse Jonas, Magdalene Vedder, Hanna Wehnert: Ach bleib bei uns Herr Jesu Christ! Jesusgeschichten für unsere Kleinen. Evangelischer Verlag „Der Rufer“, Hermann Werner Nachf., Wuppertal-Barmen, 1939.
- Klara Hunsche: Kirche und Schule im totalen Staat. Die Bekennende Kirche und die Schule im Dritten Reich. In: Der Evangelische Erzieher 1. Nov./Dez. 1949, S. 19–27.
- Klara Hunsche: Der Kampf um die christliche Schule und Erziehung 1933–1945. Kirchliches Jahrbuch 76, 1949. S. 455–519 (auch als Sonderdruck dieser Seiten vorhanden). C. Bertelsmann Verlag Gütersloh, 1950. Dieses ist ihre wichtigste Veröffentlichung.
- Klara Hunsche, Ilse Jonas, Magdalene Vedder, Hanna Wehnert: Ach bleib bei uns Herr Jesu Christ! Nacherzählung biblischer Geschichten für unsere Kleinen. Lizenzausgabe durch die Evangelische Verlagsanstalt Berlin 1952. (Weitgehend identische 2. Auflage der ersten Veröffentlichung 1939)
- Klara Hunsche: Familienschule Oranienburger Straße. In: Gerda Drewes, Eva Kochanski (Hrsg.): Heimliche Hilfe. Erlebnisberichte aus der Zeit der Judenverfolgung. Bericht über die Hilfe an Rasseverfolgten. S. 16–23. Verlag Ernst Kaufmann, Lahr, 1961.

## Archivgut
- Nachlass Klara Hunsche: Evangelisches Zentralarchiv Berlin, Bestand 611.
- Personalakte Klara Hunsche: Landeskirchliches Zentralarchiv Berlin-Brandenburg.